# Milica Nikolić
Milica Nikolić (serbisch-kyrillisch Милица Николић; * 7. November 1994 in Belgrad, BR Jugoslawien) ist eine serbische Judoka. Sie gewann 2018 Bronze bei den Europameisterschaften.

## Sportliche Karriere
Milica Nikolić kämpft im Superleichtgewicht, der Gewichtsklasse bis 48 Kilogramm. Sie war schon in den verschiedenen Jugendklassen erfolgreich, so war sie 2010 sowohl serbische U17- als auch U20-Meisterin. 2012 gewann sie die U20-Balkanmeisterschaften, im Jahr darauf war sie Balkanmeisterin in der Erwachsenenklasse. 2014 gewann sie ihren ersten serbischen Meistertitel bei den Erwachsenen, 2015 und 2016 folgten weitere Meistertitel. 2014 war sie außerdem in Fort Lauderdale Fünfte der U21-Weltmeisterschaften. 2015 besiegte sie in Bratislava im Finale der U23-Europameisterschaften die Israelin Noa Minsker. 2016 konnte Milica Nikolić diesen Titel in Tel Aviv gegen die Ungarin Réka Pupp verteidigen. 2017 belegte sie den siebten Platz bei den Europameisterschaften in Warschau. Bei den Weltmeisterschaften 2017 in Budapest unterlag sie im Viertelfinale der Japanerin Funa Tonaka. Nach einem Sieg über Noa Minsker in der Hoffnungsrunde verlor Nikolić den Kampf um Bronze gegen die zweite Japanerin Ami Kondo und belegte den fünften Platz.
2018 erreichte Nikolić mit einem Sieg über die Ukrainerin Maryna Tschernjak im Viertelfinale der Europameisterschaften in Tel Aviv das Halbfinale, dort unterlag sie der Ungarin Éva Csernoviczki. Der Kampf um Bronze gewann die Serbin gegen die Belgierin Anne-Sophie Jura. Zwei Monate später erreichte Milica Nikolic das Finale bei den Mittelmeerspielen in Tarragona. Sie erhielt die Silbermedaille hinter der Spanierin Julia Figueroa. Bei den Weltmeisterschaften 2018 schied Nikolić in ihrem ersten Kampf gegen Julia Figueroa aus. Die Europameisterschaften 2019 wurden im Rahmen der Europaspiele 2019 in Minsk ausgetragen. Nikolić erreichte das Halbfinale, belegte aber nach Niederlagen gegen die Ukrainerin Darja Bilodid und die Slowenin Maruša Štangar nur den fünften Platz. Bei den Olympischen Spielen in Tokio schied Nikolić im Achtelfinale gegen Darja Bilodid aus.
2022 wurde Nikolić Fünfte bei den Europameisterschaften in Sofia. Bei den Mittelmeerspielen in Oran erreichte sie das Finale und unterlag dann der Französin Melanie Vieu. Bei den Weltmeisterschaften erreichte sie sowohl 2022 in Taschkent als auch 2023 in Doha den siebten Platz. 2024 wurde Nikolić Fünfte der Europameisterschaften in Zagreb, nachdem sie im Halbfinale gegen die Französin Blandine Pont und im Kampf um Bronze gegen die Portugiesin Catarina Costa verloren hatte. In Paris bei den Olympischen Spielen 2024 verlor sie im Achtelfinale gegen die Spanierin Laura Martínez. Nach einem positiven Dopingtest wurde sie 2025 für ein Jahr gesperrt.